# Městský fotbalový stadion Turnov
Městský fotbalový stadion Turnov – stadion piłkarski w Turnovie, w Czechach. Został otwarty w 1931 roku. Może pomieścić 4000 widzów. Swoje spotkania rozgrywają na nim piłkarze klubu FK Turnov.
Teren pod budowę obiektu został pozyskany w 1926 roku. W roku 1927 pod przewodnictwem Karla Fridricha ruszyła budowa drewnianego budynku klubowego, który obecnie służy klubowi tenisowemu. Otwarcie całego stadionu miało miejsce w czerwcu 1931 roku. Obiekt służył piłkarzom klubu SK Turnov (po II wojnie światowej drużyna wielokrotnie zmieniała swą nazwę, m.in. na Slavoj, FC AGRO, FK Český ráj i FC Turnov). W 1970 roku zespół ten awansował na trzeci szczebel rozgrywek ligowych Czechosłowacji, a żużlową nawierzchnię boiska zamieniono na trawiastą. Odtąd drużyna spędziła wiele sezonów grając na trzecim poziomie ligowym. W 1985 roku wybudowano nowy budynek klubowy, który służy piłkarzom do dziś. W 1993 roku, po rozpadzie Czechosłowacji, drużyna po raz pierwszy w historii znalazła się na drugim poziomie ligowym, grając w czeskiej II lidze. Zespół spędził w II lidze trzy sezony, po czym w 1996 roku nastąpił spadek do ČFL. W sezonie 1997/1998 doszło do fuzji ze Slovanem Liberec i klub przez pewien czas występował pod szyldem rezerw Slovana, ale jeszcze w 1998 roku doszło do zawieszenia działalności. Lukę po dawnym zespole wypełnił założony w 1999 roku nowy klub, FK Turnov. W 2004 roku doszło do jego fuzji z drużyną FK Pěnčín i nazwę klubu zmieniono na FK Pěnčín-Turnov. W roku 2016, po rozłączeniu się obu klubów, powrócono do nazwy FK Turnov.